# ENQUIRE
ENQUIREは、ティム・バーナーズ＝リーが1980年にCERNにて行ったソフトウェアプロジェクトであり、1989年のWorld Wide Web開発の下地となった。単純なハイパーテキストプログラムであり、Webおよびセマンティック・ウェブと同じ考え方を共有しているが、重要な部分で相違もある。
バーナーズ＝リーによれば、その名称はEnquire Within Upon Everythingという本（家庭生活についてのハウツー本）の題名から発想したものだという。

## 背景
当時CERNには約1万人の人々が働いており、様々な機種のコンピュータとその上のソフトウェアが使われていた。業務上は電子メールとファイルのやりとりが頻繁に行われていた。科学者らは複数の仕事に携わり、個々のプロジェクトは相互に関連していた。バーナーズ＝リーは1980年6月23日から6ヶ月間CERNで働き、ENQUIREを開発した。CERN内では様々なネットワーク、データフォーマット、文字コードが使用されており、異なるシステム間の情報転送が難しかったため、ENQUIREはそれに対処することを要求された。ENQUIRE以前のハイパーテキストシステム、MemexやNLSはそういった要件を備えていなかった。

## HyperCard との違い
ENQUIREはAppleのHyperCardと似ており、どちらもテキストがクリック可能ではなく、厳密には「ハイパーテキスト」ではない。また、ENQUIREは画像を扱えなかった。ENQUIREがHyperCardに比べて優れているのは様々なシステムで動作する移植性の高さだった。

## World Wide Web との違い
ENQUIREは広く公開することは考えられていなかった。
ENQUIREは「カード」と呼ばれるページ群からなり、各カード内にハイパーリンクがある。リンクには様々な意味と関係があり、作成者、事物、文書、グループなどがカードで表示される。リンクにおける関係は、そのリンクの必要性を知らしめるために明示されており、リンク先のカードが削除された際にそれが何だったのかを知らせる意味もある。誰でも新たなカードを追加できるが、既存のカードからリンクする形でなければならない。
| 関係      | 逆からみた関係 |
| --------- | -------------- |
| made      | was made by    |
| includes  | is part of     |
| uses      | is used by     |
| describes | described by   |

ENQUIREはウェブブラウザよりも以下のような点でウィキに近い。
- クローズドシステムのデータベース（全てのデータは総体として機能する）[1]
- 双方向リンク（ウィキペディアおよびMediaWikiでは「リンク元」機能に対応）。双方向リンクはリンク対象の作者が気づかないうちに行うことができる。そのようにしてアイデアが生きてくるようになる[3][8]。
- サーバから直接編集可能（ウィキやCMS/ブログと類似）[1]。
- 合成が容易。特にハイパーリンクを利用したとき[1]。

World Wide WebはCERNの既存システム群、ENQUIRE、CERNDOC、VMS/Notes、USENETなどを統合すべく生み出された。

## 問題点
バーナーズ＝リーは1984年にCERNに復帰し、自身のシステムをよく使った。彼はこの「プロジェクト」にかかる時間のほとんどが情報を最新なものに更新するのに費やされることに気付いた。ENQUIREのようなシステムは必要だが「誰でもアクセス可能」にする必要があると理解した。双方向リンクであるため、カードを作成するときにリンク先のカードも編集する必要があり、その点が問題だった。その点を大きく変更したのが World Wide Web である。バーナーズ＝リーのENQUIREは誰でも簡単に使えるシステムとはならず、似たような状況はCERNの他の部門でも発生していた。また、既存のデータベースなどとのリンクができず、システム性能が十分でないため同時接続数が限られるという問題もあった。
その後の開発は行われなかった。バーナーズ＝リーはENQUIREのディスクをロバート・カイリューに任せたが、カイリューは間もなく一時CERNを去った。カイリューの上司だったBrian Carpenterは、ENQUIREについて詳しい人物が一人もいなくなったため、そのディスクが別の用途に流用されたのではないかとしている。

## 技術的詳細
24行80桁のテキスト端末を入出力に使って動作する。最初のバージョンではファイル間のハイパーリンクが可能だった。Pascalで書かれており、Norsk Data（ノルウェーのコンピュータ企業）製コンピュータNORD-10上で動作した（OSはSINTRAN III）。バージョン2は、MS-DOSとVAX/VMSに移植されている。